# Tretep (plaats)
Tretep is een bestuurslaag in het regentschap Temanggung van de provincie Midden-Java, Indonesië. Tretep telt 2060 inwoners (volkstelling 2010).